# Альберто Монтаньйо
Альберто Монтаньйо (ісп. Alberto Montaño, нар. 23 березня 1970, Есмеральдас) — еквадорський футболіст, що грав на позиції захисника, зокрема за «Барселону» (Гуаякіль), а також національну збірну Еквадору.

## Клубна кар'єра
У дорослому футболі дебютував 1994 року виступами за «Барселону» (Гуаякіль), в якій провів три сезони. 1998 року пограв у Чилі у складі «Сантьяго Вондерерз», після чого ще протягом двох років грав за гуякільську «Барселону».
Згодом з 2001 по 2004 рік грав за «Дельфін», «Депортіво Куенка», ЕСПОЛІ та «Депортіво Кіто».
Завершував ігрову кар'єру в аргентинській команді «Хувентуд Антоніана», за яку виступав протягом 2004—2006 років.

## Виступи за збірну
1992 року дебютував в офіційних матчах у складі національної збірної Еквадору.
У складі збірної був учасником розіграшу Кубка Америки 1997 року у Болівії та розіграшу Кубка Америки 1999 року у Парагваї.
Загалом протягом кар'єри в національній команді, яка тривала 9 років, провів у її формі 20 матчів, забивши 2 голи.